# 盧道悦
盧道悦（?—?），字喜臣，号梦山。山东德州人。

## 生平
康熙八年（1669年）中舉人，康熙九年（1670年）庚戌進士。歷官陕西陇西、河南偃师知县。著有《公余漫草》、《清福堂遗稿》。有子卢见曾。